# Heinrich Jacquet
Heinrich Jacquet (* 1804 in Frankfurt am Main; † 28. Mai 1882 ebenda) war ein deutscher Schirmfabrikant und Abgeordneter.

## Leben
Heinrich Jacquet (in Abgrenzung zu seinem gleichnamigen Sohn Heinrich Jacquet sen.) war Schirmfabrikant in der Sandgasse in der Freien Stadt Frankfurt. Er engagierte sich als Sekretär des Gewerbevereins. Er war auch Oberleutnant der Freiwilligen Infanterie.
Politisch vertrat er liberale Positionen und gehörte dem Deutschen Preß- und Vaterlandsverein an. 1847 wurde er Mitglied des Gesetzgebenden Körpers der Freien Stadt Frankfurt. Nach der Märzrevolution wurde er 1848 in die Constituierende Versammlung der Freien Stadt Frankfurt gewählt. 1958 bis zum Ende der Freien Stadt Frankfurt 1866 war er erneut Mitglied im Gesetzgebenden Körper.